# Генбанк
Акционерное общество «Генба́нк» — основано 1993 году в Москве. Центральный офис банка находится в городе Симферополь. Второй по величине банк Республики Крым и города федерального значения Севастополь. Опорный банк правительства Крыма. Банк осуществляет кредитование малого и среднего бизнеса.
По состоянию на 1 января 2022 года занимает 92 место по активам среди российских банков.

## История

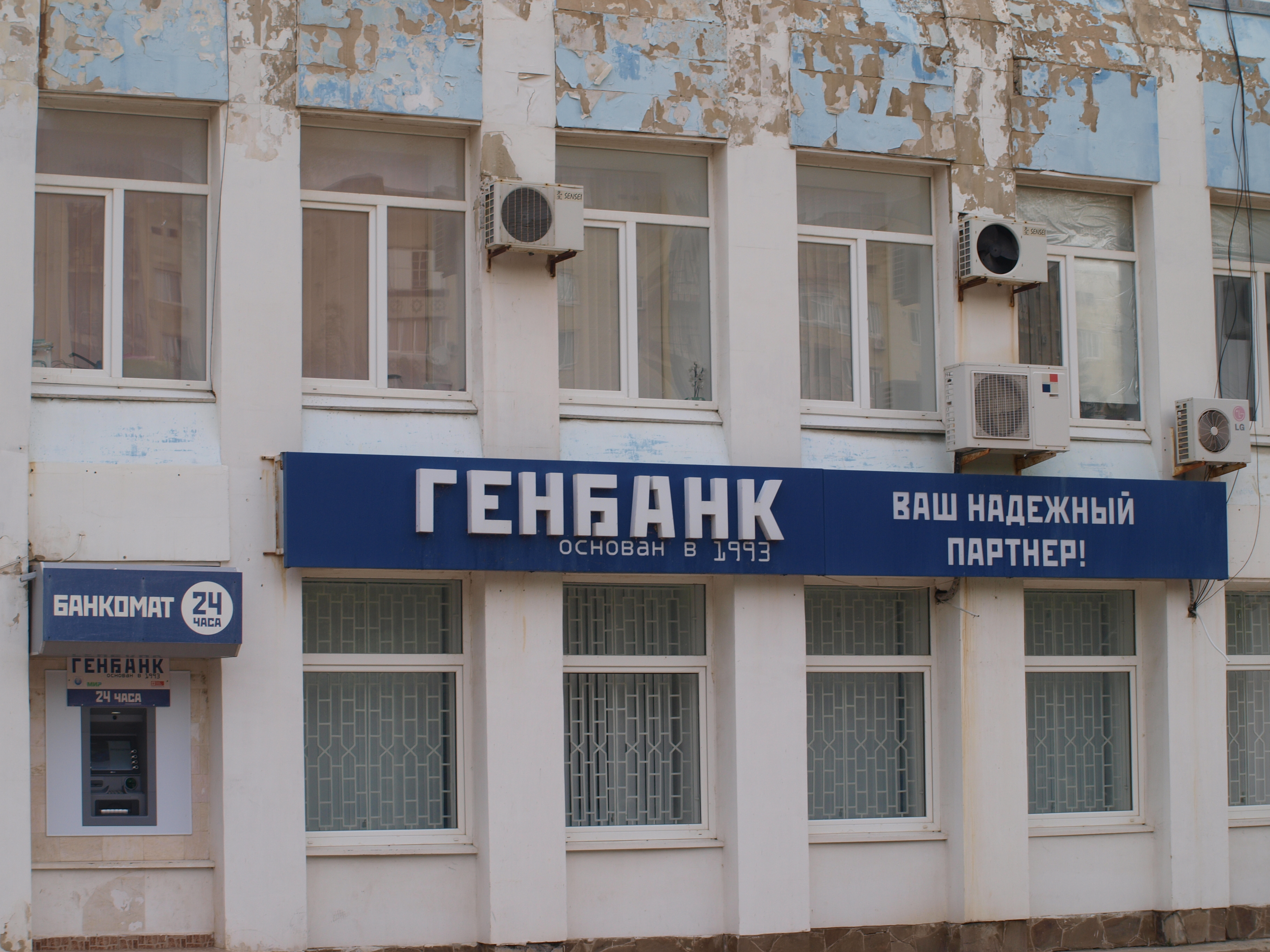
Генбанк в Армянске

В апреле 2014 года «Генбанк» открыл на территории Республики Крым и города федерального значения Севастополь, контролируемых Россией, свои отделения банка.
В декабре 2015 года «Генбанк» был включен в санкционный список США за работу «на оккупированной территории Крыма».
С февраля 2016 года «Генбанк» стал осуществлять оказание брокерских услуг.
В августе 2016 года «Генбанк» вошёл в состав свободной экономической зоны на территории Крыма.
В августе 2017 года «Собинбанк» приобрёл 99,99 % акций АО «Генбанк». 10 августа 2017 года Банком России была назначена временная администрация для управления Генбанком. До конца 2017 года было снижено количество выдаваемых ссуд клиентам, за счёт собственных средств сформированы резервы по финансовым потерям.
В августе 2018 года «Генбанк» отказался от выпуска пластиковых карт Visa и MasterCard и стал использовать только лишь платежную систему МИР, но обслуживание других банков, использующие платёжные операции через Visa и MasterCard будут возобновлены.
В сентябре 2018 года ЦБ РФ профинансировал АО «Генбанк» на сумму в 20 млрд рублей для оздоровления банка после введённых санкций США в декабре 2015 года.
По состоянию на 2018 год, отделения банка были представлены на территории Крыма за исключением Красноперекопского, Раздольненского, Первомайского, Джанкойского и Сакского районов. Наибольшее количество отделений банка находится на территории городских округов Симферополь, Ялта, и Феодосия.

## Санкции
В феврале 2022 года «Генбанк» был включен в санкционный список Великобритании из-за признания Россией самопровозглашённых ДНР и ЛНР. 24 февраля 2022 года банк попал под санкции Канады «за роль в содействии или поддержке неспровоцированного и неоправданного вторжения России в Украину». 18 июля 2025 года банк попал в санкционный список всех стран Евросоюза, санкции запрещают европейским финансовым организациям любые транзакции с банком. По аналогичным основаниям банк находится под санкциями США, Австралии, Украины и Новой Зеландии.